# Monteagudo (Bolivia)

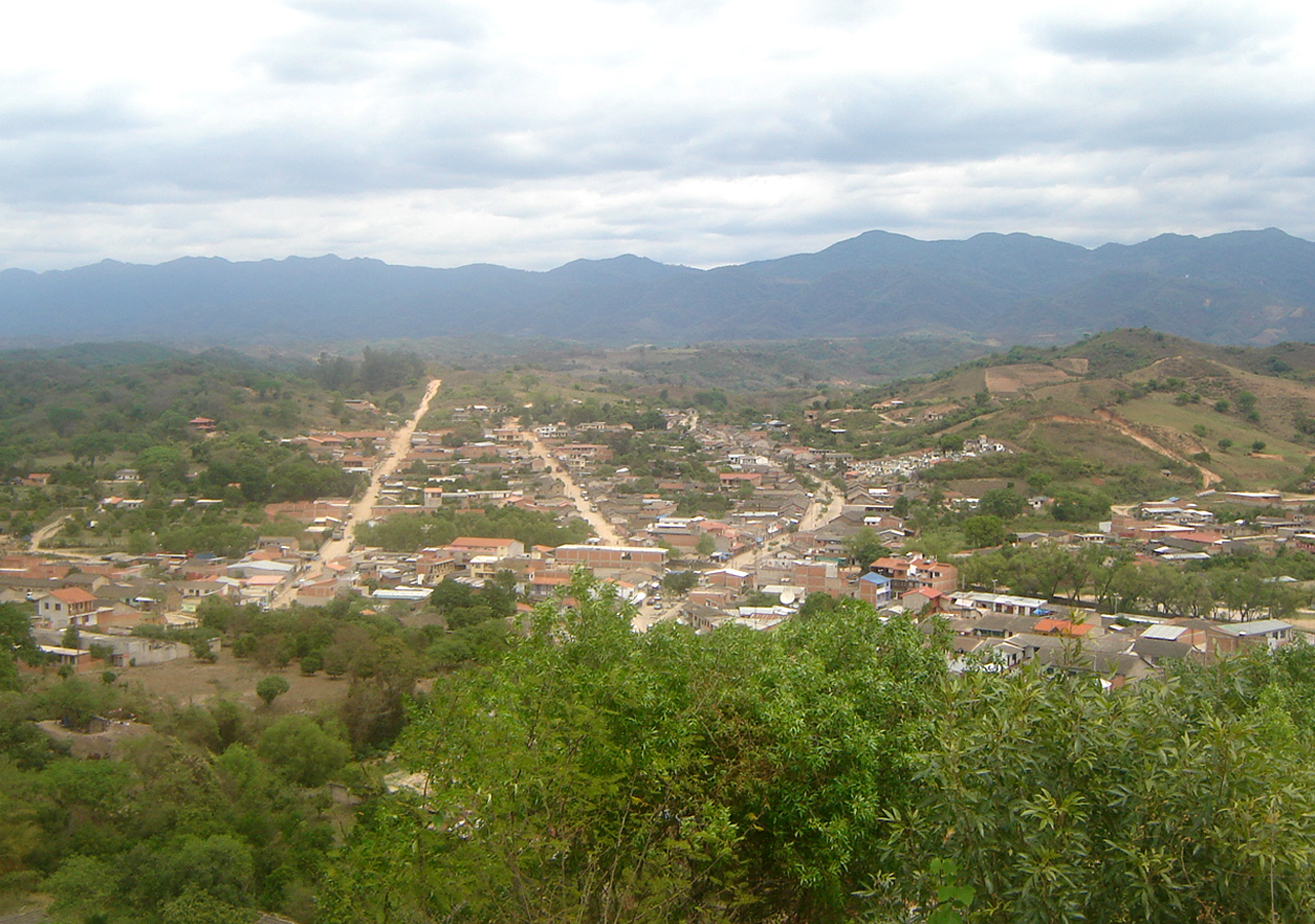
Monteagudo

Monteagudo is de hoofdstad van de provincie Hernando Siles in het departement Chuquisaca in Bolivia.